# 청룡교통
청룡교통(靑龍交通)은 인천광역시의 시내버스 운송 업체이다. 본사는 인천광역시 서구 한서로53번길 16에 있다. 계열사로는 서울특별시 서대문구의 시내버스 회사인 원버스, 인천광역시 연수구의 시내버스 회사인 더월드교통, 경기도 남양주시의 마을버스 회사인 태산운수 등이 있다.
2018년 5월 현재 총 4개의 간선 노선과 1개의 광역급행 노선을 운행중이다.

## 주요 연혁
- 1981년 9월 7일: 인천직할시 북구 가좌동 178-31에서 대진운수 주식회사로 설립
- 2001년 8월 24일: 회사명을 동서교통 주식회사로 변경
- 2003년 2월 17일: 본사를 인천광역시 동구 송현동 142-23, 24로 이전
- 2004년 11월 23일: 회사명을 세양운수 주식회사로 변경
- 2005년 8월 16일: 회사명을 명성교통 주식회사로 변경
- 2005년 10월 18일: 회사명을 세양운수 주식회사로 재변경함과 동시에 본사를 인천광역시 서구 가좌동 173-256으로 이전
- 2006년 6월 19일: 회사명을 현 명칭인 청룡교통 주식회사로 변경
- 2007년 3월 13일: 본사를 인천광역시 남구 관교동 15(인천터미널)로 이전
- 2007년 10월 26일: 인천광역시 남구 관교동 15에 송도영업소 설치
- 2008년 12월 31일: 본사 및 송도영업소를 인천광역시 연수구 동춘동 926으로 이전
- 2010년 1월 7일: 송도영업소 폐지
- 2010년 2월 22일: 본사를 인천광역시 서구 원창동 36-6으로 이전
- 2013년 6월 24일: 인천광역시 연수구 송도동 34-3에 송도영업소 재설치
- 2016년 6월 1일: 본사를 현 위치인 인천광역시 서구 백석동 212-115로 이전.
- 2016년 10월 5일: 송도영업소를 중구 신흥동3가로 이전.
- 2020년 12월 31일: 인천시내버스 개편으로 43-1번 종점이 부평시장역으로 변경 운행

## 운행 노선

### 간선버스
- ● 43번: 드림파크수영장 - 검암역 - 청라지구 - 석남사거리 - 원적산터널 - 부평구청 - 부평역 - 인천성모병원(이 노선은 2016년 7월30일 대 개편때 인천교통공사로부터 양도받은 노선이다)
- ● 43-1번: 검암중학교, 검암경서동행정복지센터, 서인천세무서, 가현초등학교, 석남신사거리, 석남역, 부평구청역

### 국토교통부의 광역급행버스
- ● M6724번: 연세대국제캠퍼스 - 송도국제신도시 - 동춘역 - 제2경인고속국도(경유)- 수도권제1순환고속국도(경유) -제1경인고속국도(경유) - 선유고등학교 - 합정역 - 홍대입구역 - 서울역

## 보유 차량
- 현대 그린시티
- 현대 뉴 슈퍼 에어로시티
- 현대 저상 뉴 슈퍼 에어로시티
- 현대 뉴 프리미엄 유니버스 스페이스 럭셔리
- 현대 뉴 프리미엄 유니버스 엘레강스 FCEV
- 하이거 하이퍼스 HP

## 사업장 현황
- 본사: 인천광역시 서구 백석동 212-115
- 송도영업소: 인천광역시 중구 신흥동3가 65-33

## 같이 보기
- 더월드교통
- 태산운수